# Bloomville
Bloomville è un villaggio degli Stati Uniti d'America, situato nello stato dell'Ohio, nella contea di Seneca.

CENSIMENTO 2010
Secondo il censimento del 2010, c'erano 956 persone, 349 famiglie e 229 famiglie che vivevano nel villaggio. La densità di popolazione era di 1.593,3 abitanti per miglio quadrato (615,2/km2). C'erano 382 unità abitative con una densità media di 636,7 per miglio quadrato (245,8/km2). La composizione razziale del villaggio era 97,4% bianchi, 0,2% afroamericani, 0,1% nativi americani, 0,7% di altre razze e 1,6% di due o più razze. Ispanici o latini di qualsiasi razza erano il 2,1% della popolazione.
C'erano 349 famiglie, di cui il 39,5% aveva figli di età inferiore ai 18 anni che vivevano con loro, il 46,1% erano coppie sposate che convivono, il 12,6% aveva una donna capofamiglia senza marito presente, il 6,9% aveva un capofamiglia maschio senza moglie presente, e il 34,4% non erano famiglie. Il 29,8% di tutte le famiglie era composto da individui e il 13,5% aveva qualcuno che viveva da solo di età pari o superiore a 65 anni. La dimensione media della famiglia era 2,66 e la dimensione media della famiglia era 3,29.
L'età media del villaggio era di 34,3 anni. Il 29,7% dei residenti aveva meno di 18 anni; l'8,4% aveva un'età compresa tra i 18 ei 24 anni; il 25,3% aveva tra i 25 ei 44 anni; il 22,5% aveva tra i 45 ei 64 anni; e il 14,2% aveva 65 anni o più. La composizione di genere del villaggio era del 50,5% maschile e del 49,5% femminile.

CENSIMENTO 2000
Secondo il censimento del 2000, c'erano 1.045 persone, 366 famiglie e 281 famiglie che vivevano nel villaggio. La densità di popolazione era di 1.720,3 persone per miglio quadrato (661,4/km2). C'erano 390 unità abitative con una densità media di 642,0 per miglio quadrato (246,9/km2). La composizione razziale del villaggio era 97,51% bianchi, 0,38% afroamericani, 0,29% nativi americani, 1,15% di altre razze e 0,67% di due o più razze. Ispanici o latini di qualsiasi razza erano il 3,06% della popolazione.
C'erano 366 famiglie, di cui il 42,1% aveva figli di età inferiore ai 18 anni che vivevano con loro, il 59,6% erano coppie sposate che convivono, il 12,8% aveva una donna capofamiglia senza marito presente e il 23,2% non erano famiglie. Il 21,0% di tutte le famiglie era composto da individui e l'11,5% aveva qualcuno che viveva da solo di età pari o superiore a 65 anni. La dimensione media della famiglia era 2,78 e la dimensione media della famiglia era 3,18.
Nel villaggio la popolazione era distribuita, con il 31,1% di età inferiore ai 18 anni, il 9,2% tra i 18 e i 24 anni, il 26,3% tra i 25 e i 44 anni, il 19,0% tra i 45 e i 64 anni e il 14,4% tra i 65 e i più vecchio. L'età media era di 32 anni. Per ogni 100 femmine c'erano 89,0 maschi. Per ogni 100 femmine dai 18 anni in su, c'erano 84,1 maschi.
Il reddito medio per una famiglia nel villaggio era di $ 36.250 e il reddito medio per una famiglia era di $ 39.519. I maschi avevano un reddito medio di $ 30.223 contro $ 21.902 per le femmine. Il reddito pro capite per il villaggio era di $ 13.396. Circa il 5,0% delle famiglie e il 5,8% della popolazione erano al di sotto della soglia di povertà, compreso il 5,5% di quelli di età inferiore ai 18 anni e il 6,6% di quelli di età pari o superiore a 65 anni.